# Ilia Dzhuvondov
Ilia Dzhuvondov (Bulgaria, 6 de marzo de 1978) es un atleta búlgaro retirado especializado en la prueba de 400 m, en la que consiguió ser campeón europeo en pista cubierta en 2000.

## Carrera deportiva
En el Campeonato Europeo de Atletismo en Pista Cubierta de 2000 ganó la medalla de oro en los 400 metros, con un tiempo de 46.83 segundos, por delante del español David Canal (plata con 46.85 segundos) y el francés Marc Raquil.